# Iwan Kusiak
Iwan Hryhorowycz Kusiak (ukr. Іван Григорович Кусяк; ur. 22 lutego 1992) – ukraiński zapaśnik walczący w stylu wolnym. Zajął jedenaste miejsce na mistrzostwach świata w 2021.
Dwunasty na mistrzostwach Europy w 2025. Drugi na ME U-23 w 2015 roku.